# Chiesa di San Rocco (Dolo)
La chiesa di San Rocco, conosciuta anche come duomo di Dolo è la parrocchiale di Dolo, in città metropolitana di Venezia e diocesi di Padova; è a capo del vicariato di Dolo.

## Storia
La prima citazione di una chiesetta a Dolo, officiata da un frate carmelitano, risale al 1572. Si sa che nel 1576 l'edificio fu riedificato. Nel 1581 la chiesa venne eretta a parrocchiale e, pochi anni dopo, fu fondato il cimitero.
Tra il 1770 ed il 1776 venne edificata l'attuale chiesa e fu consacrata nel 1824. Il campanile fu costruito tra il 1790 ed il 1836. Già nel 1698 la chiesa era chiamata arcipretale ma questo titolo venne ufficializzato solo nel 1927.